# کول سیتی (آیووا)
کول سیتی (به انگلیسی: Coal City) یک منطقهٔ مسکونی در ایالات متحده آمریکا است که در آیووا واقع شده‌است. کول سیتی ۲۴۹٫۹۴ متر بالاتر از سطح دریا قرار دارد.